# 岡山県企業局
岡山県企業局（おかやまけんきぎょうきょく）は、岡山県の地方公営企業である。岡山県において、電気事業、工業用水道事業を行っている。

## 事業

### 電気事業
- 旭川第一発電所
- 旭川第二発電所
- 新見発電所
- 千屋発電所
- 三室発電所
- 寄水発電所
- 真加子発電所
- 加茂発電所
- 黒木えん堤発電所
- 倉見発電所
- 滝ノ谷発電所
- 阿波発電所
- 津川発電所
- 越畑発電所
- 大町発電所
- 苫田発電所
- 久賀発電所
- 梶並発電所

### 工業用水道事業
- 水島工業用水道
- 笠岡工業用水道
- 勝央工業用水道